# Autori ai cărților lui Moise

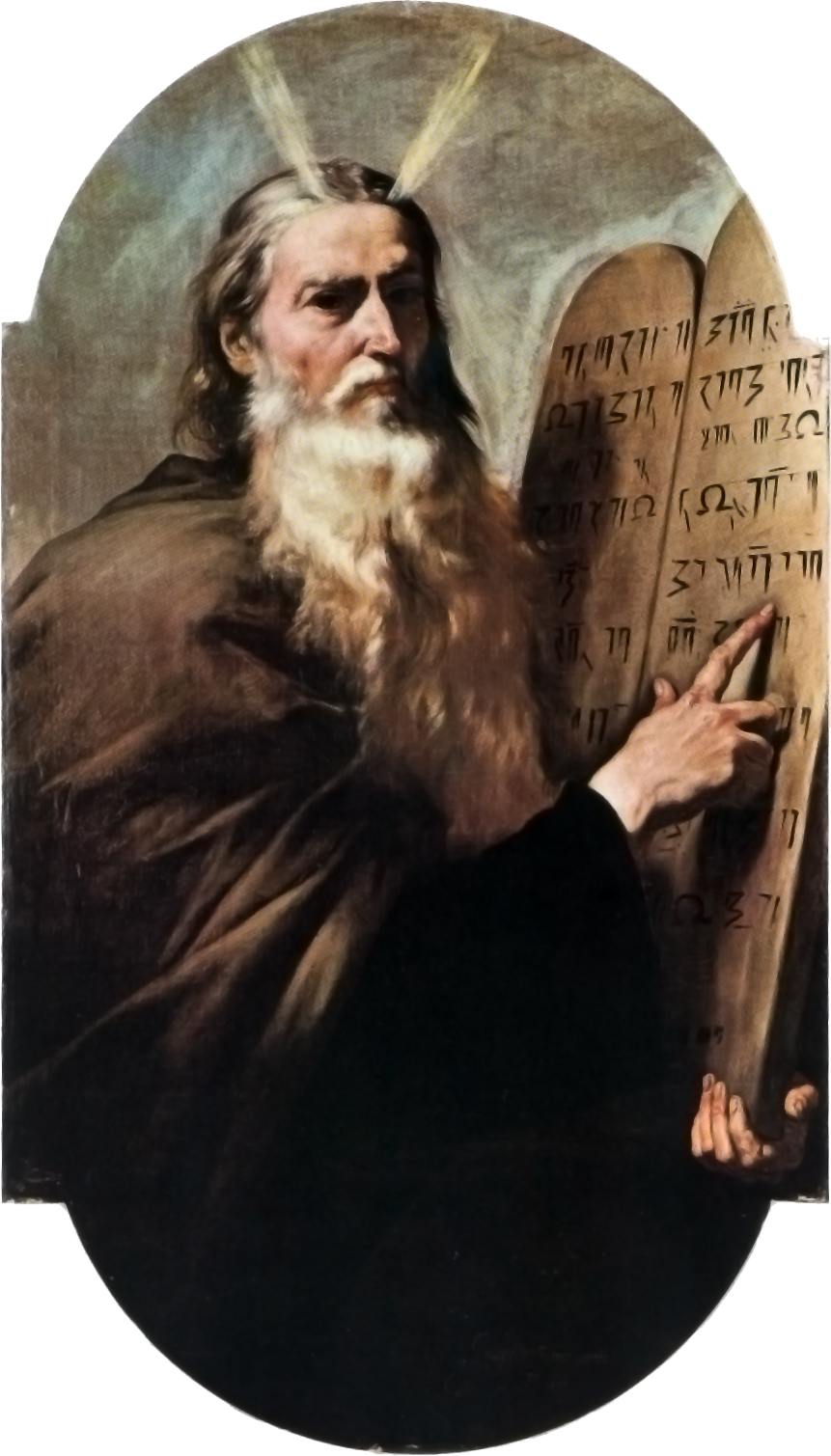
Moise, o pictură a lui Iosephus de Ribera din 1638.

Tradițional se consideră că primele cinci cărți (Tora sau Pentateuhul) din Vechiul Testament au fost scrise de Moise. Cu toate acestea, Tora nu prezintă numele autorului ei, iar tradiția se bazează în mare parte pe faptul că aceasta conține cinci referințe, oarecum vagi, la diferite lucruri scrise de Moise. Prin alte elemente care au contribuit la această tradiție se numără practicile scriitoriilor de mai târziu de a se referi la așa-zisele „legi ale lui Moise” (deși nu este clar ce înseamnă exact acestea) precum și convingerea generală că paternitatea scrierilor ar trebui acordată personajelor cu autoritate.
Din secolele XI până în XXI, oamenii de știință și-au exprimat însă îndoieli cu privire la paternitatea mozaică. În prezent, cu excepția evreilor ortodocși și a creștinilor fundamentaliști care cred în paternitatea mozaică ca o chestiune de credință, niciun savant de pe pământ nu susține că Moise - sau o orice altă singură persoană - a fost scriitorul Torei.— Encyclopedia Judaica, 2007
Mai departe, Encyclopedia Judaica explică faptul că este imposibil ca Tora să fi avut un singur autor și doar unul.

## Context
În Vechiul Testament creștin primele cinci cărți - Geneza, Exodul, Leviticul, Numeri și Deuteronom - nu constituie o entitate separată, dar în iudaism acestea sunt cunoscute ca Tora și sunt considerate ca fiind partea cu cea mai mare autoritate din întreaga Biblie.
Geneza prezintă creația lumii, promisiunea lui Dumnezeu în fața lui Avraam că va avea mulți urmași și o țară și coborârea copiilor lui Israel în Egipt. Exodul, Leviticul și Numeri continuă povestea eliberării de către Dumnezeu a israeliților din sclavia Egiptului, întâlnirea acestora cu el în pustie, unde sunt de acord să-l accepte ca zeul lor și călătoria lor mai departe până la granița Canaanului, unde se afla țara pe care Dumnezeu le-a promis-o. În aceste trei cărți figura umană centrală este Moise, cel mai mare dintre profeții biblici, care vorbește față în față cu Dumnezeu și de la care primește legile lui Israel. În Deuteronom, Moise se adresează poporului lui Israel pentru ultima oară, reamintind istoria lor alături de Dumnezeu și oferind un nou set de legi pentru viața lor viitoare în țara promisă a Canaanului. Tora se încheie cu moartea lui Moise și cu israeliții care se află la un pas de a intra în posesia țării făgăduite.

## Baze ale tradiției
Tora are cinci mențiuni despre diferite lucrări/lucruri scrise de Moise:
- Exod (Ieșirea) 17:14. «Domnul a zis lui Moise: "Scrie lucrul acesta în carte, ca să se păstreze aducerea aminte, și spune lui Iosua că voi șterge pomenirea lui Amalec de sub ceruri."» [5]

- Exod (Ieșirea) 24:4. «Moise a scris toate cuvintele Domnului. Apoi s-a sculat dis-de-dimineață, a zidit un altar la poalele muntelui și a ridicat douăsprezece pietre pentru cele douăsprezece seminții ale lui Israel.»[6]

- Exod (Ieșirea) 34:28. «Moise a stat acolo cu Domnul patruzeci de zile și patruzeci de nopți. N-a mâncat deloc pâine și n-a băut deloc apă. Și Domnul a scris pe table cuvintele legământului, cele Zece Porunci.»[7]

- Deuteronom 31:9. «Moise a scris Legea aceasta și a încredințat-o preoților, fiii lui Levi, care duceau chivotul legământului Domnului, și tuturor bătrânilor lui Israel.» Și în 31:24 «După ce a isprăvit Moise în totul de scris într-o carte cuvintele Legii acesteia.»

- Deuteronom 31:22. «În ziua aceea, Moise a scris cântarea aceasta și a învățat pe copiii lui Israel s-o cânte.»[8]

Câteva cărți biblice începând cu sfârșitul secolului al VII-lea î.Hr. (inclusiv Iosua, Regi, Cronici, Ezra, Neemia și Daniel) se referă la „legile lui Moise”, dar nu este clar la ce scriere se referă exact. De exemplu în Neemia 8: 1-3 se spune că Neemia a citit Legea lui Moise «de dimineață până la amiază» aproximativ șase ore. Acest lucru ar necesita o viteza de citire a mai mult de un verset la fiecare patru secunde, fără a mai da timp interpreților să traducă cuvintele pe care le citea. Prin urmare este puțin probabil ca Neemia să fi citit toate cele cinci cărți așa cum le cunoaștem.
În cadrul iudaismului de după mijlocul secolului al V-lea î.Hr. s-a accentuat tradiția conform căreia Moise ar fi scris toate cele cinci cărți și nu doar ceea ce este enumerat în cele cinci pasaje. În cele din urmă s-a ajuns la o declarație clară în acest sens în Talmudul Babilonian, o lucrare vastă care a pus în scris pentru prima oară toate acele lucruri care au fost transmise de-a lungul generațiilor. Talmudul discută paternitatea tuturor cărților din Biblia ebraică și atribuie cele cinci cărți lui Moise, dar fără ultimele opt versete din Deuteronom, cele care descriu moartea lui Moise. Aceste opt versete sunt atribuite lui Iosua Navi căruia i se atribuie și cartea următoare, cea a lui Iosua.
Concluzie: Biserica creștină a preluat tradiția despre originea mozaică a Pentateuhului din iudaism. Intre teologii protestanți și romano-catolici este susținută aproape unanim ipoteza izvoarelor. Originea mozaică a Pentateuhului mai este astăzi susținută de unii autori ortodocși iudei și neoprotestanți. Insă Biserica ortodoxă nu a făcut niciodată din chestiunea autorului unei cărți o chestiune dogmatică. Aceasta fiindcă Biserica a știut că autorul real al unei cărți e Dumnezeu  și  că  autoritatea  și  credibilitatea  unei  cărți  biblice  nu  se  sprijină  pe  autoritatea omului  ci  pe  cea  a  lui  Dumnezeu.  De  aceea,  indiferent  de  cine  a  scris  o  carte  oarecare  a Bibliei, odată ce aceasta a fost acceptată în canonul biblic, autoritatea  ei  nu  este  cu  nimic știrbită de faptul că știm sau nu știm cine este autorul ei. Fiind canonică, ea trebuie citită și primită ca reverența firească față de sfințenia cuvântului lui Dumnezeu.— Constantin Oancea, Introducere în studiul Vechiului Testament. Suport de curs pentru anul I, semestrul I

## Din punct de vedere istoric
Prima întrebare era dacă Moise putea fi într-adevăr autorul celor Cinci Cărți ale lui Moise, din moment ce ultima carte, Deuteronomul, descrie în mod foarte detaliat timpul precis și împrejurările proprii morți a lui Moise. Alte incoerențe au devenit rapid clare: textul biblic era încărcat cu paranteze literare care explicau numele antic al unor locuri și remarcau în mod frecvent că dovezi ale faimoaselor evenimente biblice erau disponibile « până în ziua de azi ». Acești factori i-au convins pe unii cercetători din secolul al XVII-lea că cel puțin primele cinci cărți ale Bibliei au fost alcătuite, amplificate și înfrumusețate de editori ulteriori, anonimi și de revizori din secolele care au urmat.

Spre sfârșitul secolului al XVIII-lea și preponderent în cel de-al XIX-lea mulți cercetători critici ai Bibliei au început să se îndoiască de faptul că Moise ar fi avut ceva de-a face cu scrierea cărților Pentateuhului; ei au ajuns să creadă că Biblia era în mod exclusiv opera unor autori târzii. Acești cercetători au arătat ceea ce păreau drept versiuni diferite ale acelorași povești din cărțile Pentateuhului, sugerând că textul biblic era produsul mai multor scriitori care puteau fi astfel recunoscuți. O citire atentă a cărții Genezei, spre exemplu, a demonstrat două versiuni contradictorii ale creației (Geneza 1:1-2:3 și Geneza 2:4-25), două genealogii foarte diferite ale urmașilor lui Adam (Geneza 4:17-26 și Geneza 5:1-28), și două povești separate și rescrise ale potopului (Geneza 6:5-9:17). În plus, erau zeci de dublete și uneori chiar triplete ale acelorași evenimente în poveștile călătoriilor patriarhilor, Ieșirii din Egipt și dării Legii.— Israel Finkelstein și Neil Asher Silberman, The Bible Unearthed. Archaeology's New Vision of Ancient Israel and The Origin of Its Sacred Texts.
Ipoteza documentară sau ipoteza Wellhausen este o contribuție notabilă a lui Julius Wellhausen la cercetarea Bibliei ebraice.
Wellhausen era vestit pentru cercetările biblice asupra istoriei Vechiului Testament și a compunerii Hexateuhului. El este în mod special cunoscut pentru ale sale Prolegomena zur Geschichte Israels din 1883 (publicate inițial în 1878 ca Geschichte Israels), în care a propus o formulare definitivă a ipotezei documentare, argumentând că Tora sau Pentateuhul își avea originile într-o redactare a patru texte independente la origini, datând la un număr de secole după Moise, care ar fi fost autorul lor conform tradiției religioase.
Unul dintre autorii Pentateuhului, desemnat de către critica biblică cu numele de Iahvistul, este o persoană sau un grup de persoane trăind în perioada solomonică (sec. X î.e.n.). Un alt autor (sau grup de autori) al Pentateuhului este cel desemnat de către istorici cu numele de „autorul sacerdotal” („sursa P”, de la Priesterschrift), el trăind probabil mult mai târziu, în perioada Exilului babilonian (sec. al VI-lea î.e.n.). Un alt autor, Deuteronomistul ar fi trăit și el tot în perioada Exilului babilonian.
Ipoteza lui Wellhausen a rămas modelul dominant al studiilor Pentateuhului până în ultimul sfert al secolului XX, când a început să fie atacată de către cercetătorii care observau mult mai multe mâini implicate în scrierea Torei și le atribuiau unor perioade și mai târzii decât considera Wellhausen.
Mulți savanți îl consideră pe Moise cel biblic drept personaj al unui mit, deși păstrează posibilitatea ca o persoană istorică având similarități cu Moise să fi existat. Oricine ar fi fost Moise, savanții de azi consideră aproape unanim că Tora este opera multor autori de-a lungul multor secole. Chiar printre savanții evanghelici, Moise este văzut drept autor al Torei doar de cei mai conservatori dintre ei. Savanți evrei, cum ar fi Shaye J. D. Cohen și Richard Elliott Friedman îl resping de asemenea pe Moise drept autor. Friedman declara „Totuși, în momentul de față, nu cred că există vreun savant biblic care lucrează activ pe această problemă care ar susține că Cele Cinci Cărți ale lui Moise au fost scrise de Moise — sau de un singur individ.” Cohen afirma despre bătălia savanților biblici moderni contra ideii tradiționale de autor al Torei: „Marele câmp de luptă este Tora (Pentateuhul, cele cinci cărți ale lui Moise): este Tora cea mai veche carte din Biblie, revelată de Dumnezeu lui Moise la scurt timp după Exod, circa 1300-1200 î.Hr., sau una dintre ultimele, care nu fusese terminată până în perioada exilului – sau chiar mai târziu? (vezi Kugel)”.